# Kochanowo
Kochanowo (kaschubisch Kòchanowò; deutsch Platenrode) ist ein Dorf in der zweisprachigen Landgemeinde Luzino (Gmina Lëzëno) im Powiat Wejherowski der Woiwodschaft Pommern in Polen.

## Geographie

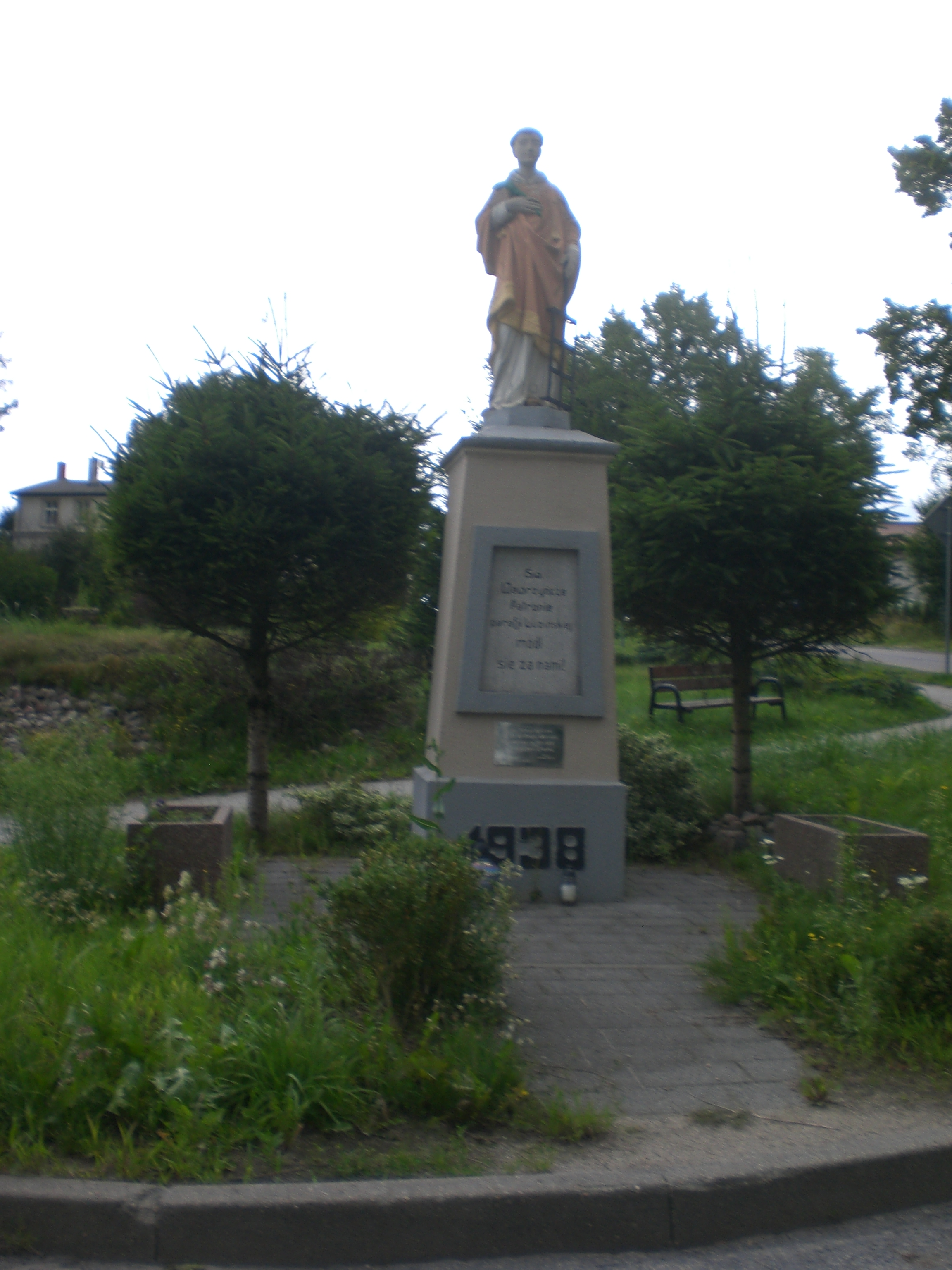
Denkmal in Kochanowo

Der Ort liegt in Pommerellen und Kaschubien, sechs Kilometer nördlich von Luzino (Lusin), acht Kilometer westlich der Stadt Wejherowo (Neustadt in Westpreußen) und etwa 30 Kilometer nordwestlich von Gdynia (Gdingen). Kochanowo grenzt im Süden an Kębłowo (Kamlau), weitere Nachbarorte sind Zelewo (Seelau) im Norden, Góra (Gohra) im Nordosten, Gościcino (Gossentin) im Osten und Strzebielino (Strebielin) im Südwesten.
Durch den Westen der Gemarkung fließt die Reda (Rheda), im Dorf selbst werden kleinere Wasserläufe zu Teichen aufgestaut.

## Geschichte
Die Region kam mit der Ersten Teilung Polens an das Königreich Preußen. Emil Koch, der Besitzer des Orts errichtete Ende des 18. Jahrhunderts ein Herrenhaus und legte einen Park sowie Waldflächen an. Bis 1919 gehörte Platenrode zum Kreis Neustadt in Westpreußen in der Provinz Westpreußen des Deutschen Reichs. Der Ort hatte den Status eines Wohnplatzes, der zum Gutsbezirk Kamlau im Amtsbezirk Kamlau gehörte. Evangelische Einwohner waren in Bohlschau, Katholiken in Lusin eingepfarrt. Nach Ende des Ersten Weltkriegs wurde das Kreisgebiet mit Platenrode aufgrund der Bestimmungen des Versailler Vertrags, mit Wirkung vom 20. Januar 1920, an Polen abgetreten. In der Folge wurde Platenrode in Kochanowo umbenannt. Das Kochsche Gut wurde 1936 in Parzellen aufgeteilt.
Als Teil des Polnischen Korridors gehörte das Gebiet zum Powiat Wejherowski und wurde am 1. Januar 1927 in den Powiat morski eingegliedert. Durch den Überfall auf Polen 1939 kam das Gebiet des Korridors völkerrechtswidrig an das Reichsgebiet und wurde dem Reichsgau Danzig-Westpreußen zugeordnet.
Gegen Ende des Zweiten Weltkriegs besetzte im Frühjahr 1945 die Rote Armee das Kreisgebiet und übergab es an die Volksrepublik Polen. Die deutsche Minderheit wurde ausgewiesen. In den Jahren 1975–1998 gehörte das Dorf administrativ zur Woiwodschaft Danzig, der Powiat Wejherowski war in diesem Zeitraum aufgelöst.
Die Gemeinde gehört zu den zweisprachigen Gemeinden in Polen. Kochanowo gilt als typisches Bauerndorf. In den Jahren von 1998 bis 2021 hat sich die Zahl der Einwohner verdoppelt.
Bevölkerungsentwicklung:
- 1885: 124 Einwohner
- 1905: 097 Einwohner[3]
- 2002: 312 Einwohner
- 2011: 417 Einwohner
- 2021: 550 Einwohner[1]

## Besondere Gebäude

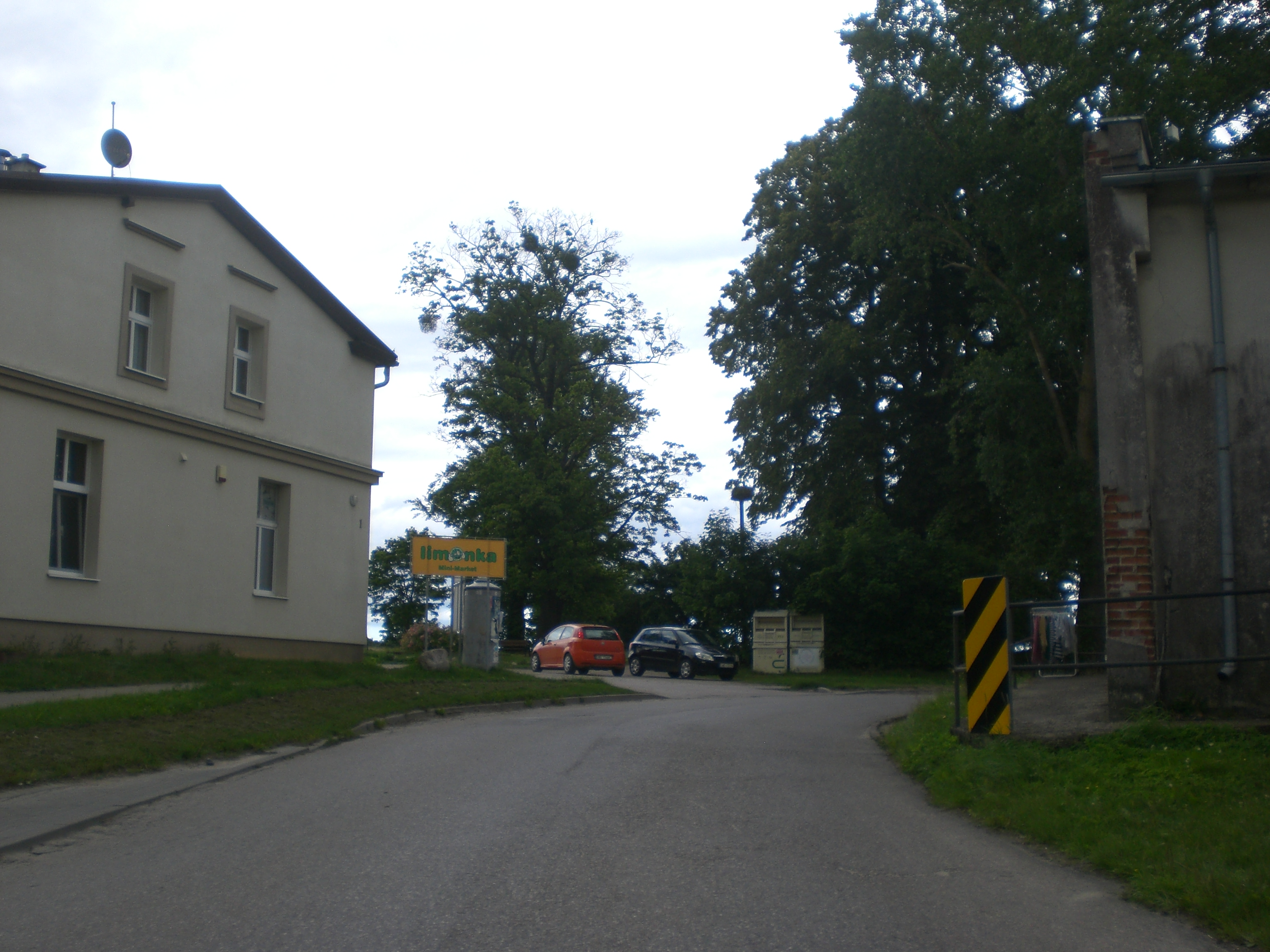
Herrenhaus, 2023 (links)

Das zweistöckige Herrenhaus wurde 2017 renoviert und dient als Dorfladen. Das Grab des ehemaligen Gutsbesitzers Emil Koch befindet sich im „vernachlässigten“ Park.

## Verkehr
Die Schnellstraße S6 wird über Luzino, die Woiwodschaftsstraße DW468 über Gościcino erreicht. Der nächste Bahnhof Gościcino Wejherowskie (Gossentin) liegt an der Bahnstrecke Danzig–Stargard. Der nächste Flughafen ist Danzig.